# Quanchenglu
Quanchenglu (kinesiska: 泉城路街道, 泉城路) är en socken i Kina. Den ligger i provinsen Shandong, i den östra delen av landet, nära eller i provinshuvudstaden Jinan. Antalet invånare är 17 717. Befolkningen består av 8 007 kvinnor och 9 710 män. Barn under 15 år utgör 3,0 %, vuxna 15-64 år 91 %, och äldre över 65 år 5,0 %.
Genomsnittlig årsnederbörd är 841 millimeter. Den regnigaste månaden är juli, med i genomsnitt 315 mm nederbörd, och den torraste är januari, med 6 mm nederbörd.